# Carl Anton Pettersson
Carl Anton Pettersson, född 8 februari 1818 i Karlskrona, död 23 juni 1863 i Stockholm, var en svensk sjöofficer, navigationslärare, konstnär och tecknare. Han var kusin till Carl Absalon, Richard och Manfred Fürst. 
Han var son till skeppsbyggmästaren Carl Daniel Pettersson och Antoinette Sophie Fürst samt från 1849 gift med Hilda Amanda Katarina Lundberg. Efter avslutade studier vid Karlskrona läroverk beslöt han sig för att bli sjöman. Han gjorde ett par resor med olika handelsfartyg, avlade sjöofficersexamen 1837 och blev 1847 lärare vid 
navigationsskolan i Göteborg. Han utnämndes till kaptenlöjtnant 1856 men lämnade flottan 1858 och verkade därefter som navigationslärare och slutligen som inspektör för alla navigationsskolor i Sverige. Han utgav under denna tid ett antal läroböcker i navigation och gjorde en banbrytande insats i undervisningen i navigation. Han förordnades 1859 att verkställa astronomiska beräkningar i Jokkmokks och Kvikkjokks lappmarker. Under fyra somrar genomströvade han de så gott som outforskade ödemarkerna. Postumt utkom praktverket Lappland, dess natur och folk 1864-1866 där han utfört illustrationer till texten och med 21 planscher i färglitografi illustrerat bokverket. Under en period av vandringarna i lappmarkerna följde Gustav Albert Hyttling med och det resulterade i dagboken Resa till Lappland tillsammans med Kapt:s Löjt. C.A. Petterson som numera finns vid Kungliga biblioteket i Stockholm. Pettersson var representerad vid utställningen Stockholmsliv genom konstnärsögon som visades på Stockholms stadsmuseum 1924 och flera av hans teckningar har återutgivits i olika böcker. Pettersson är representerad vid Nationalmuseum.